# تاتو (لاعب كرة قدم برازيلي)
تاتو هو لاعب كرة قدم برازيلي في مركز الوسط، ولد في 17 مارس 1961 في كوريتيبا في البرازيل. لعب مع نادي فاسكو دا غاما.